# علي بن مصطفى الميقاتي
علي بن مصطفى الملقب بأبي الفتوح الدباغ (1104هـ - 1174هـ) المعروف بالميقاتي الشافعي الحلبي، محقق ومحدث وأديب اشتهر بالفضل والأدب.

## نشأته وتعليمه
ولد علي بن مصطفى الميقاتي في سنة أربع ومائة وألف 1104هـ بحلب، وقرأ القرآن، واشتغل بطلب العلم على جماعة كالعالم الشيخ أحمد الشراباتي، والفاضل الشيخ سليمان النحوي. وارتحل إلى دمشق وأخذ بها عن الأستاذ الشيخ عبد الغني النابلسي والشيخ محمد الغزي مفتي الشافعية والشيخ عبد الكريم الخليفتي المدني والشيخ عبد الله بن سالم البصري المكي والشيخ أبي الطاهر الكوراني المدني والشيخ محمد عقيلة المكي والشيخ أبي الحسن السندي نزيل المدينة والشيخ محمد المعروف، بالمشرقي المغربي والشيخ منصور المنوفي والشيخ عبد الرؤوف البشبيشي والشيخ أبي المواهب الحنبلي الدمشقي والشيخ محمد بن علي الكاملي الدمشقي. وله مشايخ كثيرون من أهل الحرمين ومصر والقدس وغير ذلك.
وكان له المعرفة التامة بالأنساب والرجال والتاريخ. وكان موقتا بجامع بني أمية بحلب.

## مؤلفاته
- شرح على البخاري وصل فيه إلى الغزوات، [1]

- وحاشية على شرح الدلائل للفاسي.

وكان شعره رائقا نضيرا، وله مقاطيع وموشحات وغير ذلك، فمما وصلنا من ذلك قوله :
| لطلعة وجه المصطفى النور كله   | على حسب استعداد رائيه نورها |
| هي الشمس تعطي الشيء ظلا بمثله | وإن قلت الجدوى فمنا قصورها  |

وله تضمين الحديث الشريف المسلسل بالأولية :
| أول ما أسمعنا أهل الأثر     | مسلسل الرحمة عن خير البشر      |
| للراحمين يرحم الرحمن إر     | حموا لمن في الأرض تحظوا بالبشر |
| إن الجزا يرحمكم من في السما | وحسبنا رحمته من الظفر          |

وله في النعل الشريف :
| لنعل طه من التشريف مرتبة      | تهدي إلى حاملي تمثاله نعما   |
| فاجعل على الرأس تمثالا لصورته | وقبّل النعل إن لم تلثم القدما |
| وانظر إلى السر منه للمثال سرى | وكل مثل حذوه صار ملتثما      |

وله :
| من شرف الحب وتخصيصه   | أن يلحق الأدنى بعالي الرتب |
| لذا جعلت الحب للمصطفى | وشاهدي ألمرء مع من أحب     |

وله :
| في رؤية المختار من خلفه | كما يرى قدامه في الشهود   |
| اختلفت آراء من قبلنا    | والحق بالعين بهذي الحدود  |
| ولا عجيب أن يرى بعضه    | من هو عند الكل عين الوجود |

وله مضمنا :
| وفي لي حبيب بالوعود وعندما | طمعت بوصل لا يقاومه شكر      |
| تبدى رقيبي واعترتني هزة    | كما انتفض العصفور بلله القطر |